# Marius Bruat
Marius Bruat, né le 27 juin 1930 à Mulhouse et mort le 1er janvier 2020 à Colmar, est un footballeur français.

## Biographie
Il est recruté dès l'été 1950 dans le cadre de l'opération Lionceaux au FC Sochaux où il évolue comme milieu de terrain. Il deviendra international le 17 décembre 1953, pour un match de qualification à la Coupe du monde (France-Luxembourg, 8-0).
En 1957, les biscuits REM de LU, sortent un album des "Champions du Football Français", dont il fera partie.
En 1964, il est finaliste de la Coupe de la Ligue française comme entraîneur du Racing Club de Strasbourg.
On le retrouve au Toulouse FC. Plus tard, il entraîne le SR Colmar, de 1976 à 1978.
Il meurt le 1er janvier 2020 à l'âge de 89 ans, à Colmar,.

## Palmarès
- International français A en 1953 (1 sélection)